# 黄金 (1948年の映画)
『黄金』（おうごん、The Treasure of the Sierra Madre）は、1948年のアメリカ合衆国のドラマ映画。監督はジョン・ヒューストン、出演はハンフリー・ボガートとウォルター・ヒューストンなど。3人の男たちの黄金探しの旅を通じて人間の欲望を描いている。原作はB・トレヴンの小説『The Treasure of the Sierra Madre』。
第21回アカデミー賞でジョン・ヒューストンが監督賞と脚色賞を、また実父ウォルター・ヒューストンが助演男優賞を受賞している。スティーヴン・ジェイ・シュナイダーの『死ぬまでに観たい映画1001本』に掲載されており、Rotten Tomatoesの支持率100%の映画のうちの１つでもある。

## ストーリー
時は1920年代のメキシコ、メキシコ革命の混乱はほぼ収まっていたが、地方では山賊がはびこり人々を脅かし続けていた。革命後の新しい政府により、地方の統制と山賊の排除は、フェデラルズと呼ばれる、有能ではあったが非情な連邦警察に任されていた。この話の主役ともなる3人のアメリカ人山師たちのような外国人にとって、山賊に出くわすことは死を意味するほど危険なことであった。同様に、山賊も一度フェデラルズに捕まれば、自分の墓穴を掘り、「最後の一服」を与えられ、銃殺されることは明らかだった。
そんな中、ダブズ、ハワード、カーティンの3人の白人がメキシコの港町タンピコで出会い、一攫千金を夢見てシエラ・マドレ山脈の山中に金鉱を求めて旅立ったのである。男たちは途中で、ゴールド・ハット率いる山賊の列車襲撃に遭いながらも切り抜ける。列車の旅を終え砂漠に出ると、これまで老人然としていたハワードは、屈強で知識豊富な山師であることを見せつける。ハワードの活躍で金鉱が見つかり砂金が掘り出されてゆくが、黄金の魅力にとりつかれたダブズは次第に冷静さを失い、仲間を信じられなくなり、金を独り占めしたい衝動に駆られるようになってゆく。
コーディという一人旅の男が現れ仲間に入れてくれと申し出ている中、ゴールド・ハットたちが今度はフェデラルズのふりをして接近してきた。警察の証のバッジを持たない山賊の正体を男たちは見抜き、銃撃戦となった。コーディが銃弾に倒れ、形勢が不利になったと思われたところで本物のフェデラルズの一団が現れ山賊を蹴散らした。
やがて、砂金の生産が減り、十分な金を手にした男たちは、山を下りる決心をする。ロバを引く道すがら、インディオの少年を助けたハワードは村人に請われて礼を受けるため、残りの2人と一時別れることにする。ハワードを裏切り金を山分けにしようと言うダブズと、コーディも入れた4人で分けるべきだとするカーティンはついに対峙する。勝負に勝ったダブズは瀕死のカーティンを後に町へと向かうが、寸前で三度ゴールド・ハットに遭遇し、あえなく命を落とす。一方、カーティンは一命を取りとめハワードと合流する。2人はダブズを追い町に着くが既にダブズは死に、ゴールド・ハット一党も処刑されたと知らされる。ようやく砂金が捨てられた場所へと辿り着くも、折からの季節風が金を空中へと吹き飛ばしてしまうのであった。全ての冒険と苦労が無に帰したことを知った2人はもう笑うしかなかった。ハワードは彼を必要とするインディオの村へ、カーティンはコーディの残した家族に会うためテキサスへ、それぞれの道へと馬を向けるのであった。

## キャスト
※括弧内は日本語吹替
- フレッド・C・ダブズ: ハンフリー・ボガート（久米明）
- ハワード: ウォルター・ヒューストン（池田忠夫）
- ボブ・カーティン: ティム・ホルト（井川比佐志）
- ジェームズ・コーディ: ブルース・ベネット
- パット・マコーミック: バートン・マクレーン（英語版）（川久保潔）
- ゴールド・ハット: アルフォンソ・ベドヤ（英語版）（塩見竜介）
- 白いスーツの男: ジョン・ヒューストン（高塔正康）（クレジットなし）[1]
- 宝くじ売りの少年: ロバート・ブレイク（クレジットなし）[1]

※日本語吹替放送日1970年6月7日NET『日曜洋画劇場』

## 作品の評価

### 映画批評家によるレビュー
Rotten Tomatoesによれば、批評家の一致した見解は「リメイクはされても、複製されることはない、このダークでユーモラスな道徳物語はジョン・ヒューストンの最高傑作である。」であり、50件の評論の全てが高評価で、平均点は10点満点中9.1点となっている。

### 受賞歴
- 第21回アカデミー賞
  - 監督賞
  - 脚色賞
  - 助演男優賞（ウォルター・ヒューストン）

　親子（ウォルター・ヒューストンとジョン・ヒューストン）で、同一作品でアカデミー賞を受賞した最初の作品。
- 第6回ゴールデングローブ賞
  - 作品賞 (ドラマ部門)
  - 監督賞
  - 助演男優賞（ウォルター・ヒューストン）
- アメリカ映画の名セリフベスト100
  - 第36位：ゴールドハットの「バッジ? 持ってねぇ! 必要ねぇ! 見せることねぇ!」（en:Stinking badges）に対して